# Résistance populaire d'Ukraine
La Résistance populaire d'Ukraine (NSU ; en ukrainien : Народний спротив України, НСУ) est une organisation partisane clandestine ukrainienne opérant dans les territoires de l'Ukraine occupés par les troupes russes lors de l'invasion du pays en 2022. Les partisans opèrent à l'arrière et transmettent les coordonnées des installations militaires importantes et le déploiement des troupes russes aux forces armées ukrainiennes,.

## Historique
La chaîne Telegram du NSU est créée le 17 septembre 2021, et s'est d'abord opposée à l'organisation d'élections aux autorités de la fédération de Russie sur le territoire du Donbass, en Ukraine. 
Un mois avant l'invasion, en janvier, le ministère ukrainien de la Défense organise des forces de résistance populaire en cas d'attaque russe,.
Il est rapporté que début juin, avec l'aide de partisans du NSU, un groupe de forces spéciales russes de l'unité Akhmat avait disparu,,.
À la mi-juin, des cartes postales d'avertissement sont laissées à Kherson par le NSU avec le contenu suivant : « Russes, nous allons vous transformer en viande hachée » ; « Occupant, voici vos amis. Tu es le suivant » ; « Soldat russe, tes frères t'attendent déjà. Préparez-vous à mourir. Kherson appartient à l'Ukraine » ; « Occupant russe, rendez-vous ou mourrez d'une mort douloureuse. La résistance populaire d'Ukraine vous regarde déjà. Regardez autour de vous »,,.
Le 23 août 2022, jour du drapeau national de l'Ukraine, des tracts de la Résistance populaire d'Ukraine sont apparus dans l'oblast de Kherson occupé (à Tavriisk, Kakhovka et Nova Kakhovka). À Kherson, l'un des monuments était enveloppé du drapeau de l'Ukraine,,,.
Le 24 août, des tracts dédiés à la fête de l'indépendance de l'Ukraine sont apparus dans les territoires occupés,,,,,. Des tracts ont également été dispersés avertissant des conséquences de la tenue d'un référendum sur l'annexion de territoires à la Russie.